# ستيفن مارتنز
ستيفن مارتنز هو لاعب كرة مضرب بلجيكي، ولد في 25 مايو 1965.